# Miss Dior
Miss Dior est une dénomination de l'entreprise Christian Dior portée entre autres par un parfum des Parfums Christian Dior (appartenant de nos jours au groupe LVMH) et d'une ancienne collection de prêt-à-porter. Miss Dior est également le nom d'un modèle d'escarpin, et d'un sac à main, mais aussi une première robe Haute Couture, avec six jupons et des centaines de fleurs en soie brodées, datant de 1947 l'année de création du parfum, ainsi que 14 autres modèles baptisés de ce nom jusqu'en 1996.

## Parfum
Le parfum, de la famille des chypres verts,, qui s’inspire directement des jardins de la maison de Granville où le couturier a passé toute son enfance. « Je souhaitais créer Miss Dior pour voir surgir une à une toutes mes robes du flacon ». Miss Dior est « un parfum qui sente l'amour » selon les désirs du couturier Christian Dior. Il s’associe avec Serge Heftler-Louiche et Marcel Boussac pour créer la Société des Parfums Christian Dior. Serge Heftler-louiche en est le président. Miss Dior est lancé en 1947,  en même temps que la collection New Look. Le parfum est créé par Paul Vacher ; le flacon d’origine, en cristal de Baccarat est dessiné par Fernand Guery-Colas. Commercialisé la première fois le 1er décembre 1947, l'histoire veut que le nom, en l'honneur de Catherine, la sœur du couturier, dont c'était le surnom, vienne de Mitzah Bricard, muse du couturier, comme la personne ayant trouvé le nom du parfum sur une exclamation, en voyant Catherine. Trois ans plus tard lors de la préparation de la collection Verticale du couturier, et face au succès, le flacon change de forme et abandonne le cristal pour le verre dépoli ; le Couturier souhaite alors un flacon « coupé comme un tailleur ». René Gruau a dessiné de nombreuses illustrations pour les publicités du parfum « Miss Dior ».
Miss Dior Chérie apparait en 2005, créé par la parfumeuse Christine Nagel. Quelques années plus tard, le parfum est reformulé par François Demachy et est nommé « Miss Dior » (anciennement Miss Dior Chérie),, tandis que le véritable "Miss Dior" est renommé "Miss Dior Originale". L'actrice Natalie Portman est toujours l'image publicitaire du parfum après le changement de dénomination.
- Note de tête : mandarine d’Italie. Gardénia, galbanum, bergamote, sauge sclarée
- Note de cœur : Jasmin. Narcisse, néroli, rose
- Note de fond : patchouli. mousse de chêne, labdanum ciste, santal

## Prêt à porter et couture
En 1949, une robe haute couture, de la collection printemps-été ligne Trompe-l’œil, prend cette dénomination de Miss Dior.
Au milieu des années 1960, le prêt-à-porter sonne comme une révolution dans la mode. plusieurs grandes maisons de couture de l'époque vont créer leurs collections et certaines rencontrer le succès avec elles : Courrèges Couture Future, Saint Laurent rive gauche, Givenchy Nouvelle Boutique, et Dior avec Miss Dior. À la même époque, une nouvelle boutique est ouverte à l'angle de l'avenue Montaigne et de la rue François Ier, décorée par Victor Granpierre.
Septembre 1967 voit l’apparition d'une collection de prêt-à-porter dessinée par Philippe Guibourgé, l'assistant de Bohan, et Adeline André. Cette ligne est vendue dans une boutique portant le même nom, avenue Montaigne ainsi que dans une centaine d'autres points de vente. Elle se veut plus jeune, plus pratique et moins chère que la haute couture. Cette nouvelle collection rencontre rapidement le succès, et ce, durant trois ans, à défaut d'être bénéficiaire. La clientèle augmente de plus de 50 % durant les trois premières années. Mais après ce court moment de reconnaissance, les ventes chutent année après année et les pertes s'accumulent. Après huit ans passés à la direction de la ligne et quinze dans la maison, Philippe Guibourgé quitte Dior et Marc Bohan reprend en main la collection, sans parvenir à la rendre profitable. Dès 1975, Miss Dior est en retrait. La ligne de prêt-à-porter Miss Dior disparait en 1983.

## Chaussure
Miss Dior est le nom porté par un modèle d'escarpin avec une petite plateforme, pourvu d'un talon aiguille de 12 cm en forme de virgule, et à bout ouvert (« peep toe ») ; celui-ci est commercialisé dans un choix varié de couleurs ou finitions et renouvelé régulièrement depuis 2007, date de sa création.

## Sac
Miss Dior est le nom depuis juillet 2011 d'un sac à main rectangulaire au motif matelassé « cannage » emblématique de la marque (inspiré du cannage des chaises Napoléon III), muni d'une chaîne en argent comme anse (courte ou longue suivant le modèle) et d'un fermoir apparent. Celui ci, confectionné à la main, est disponible en différentes finitions, que ce soit en cuir (agneau, veau, …), en crocodile, en autruche, en astrakan, en fourrure blanche, ou en python, mais également en raphia et en tweed.

## Autre

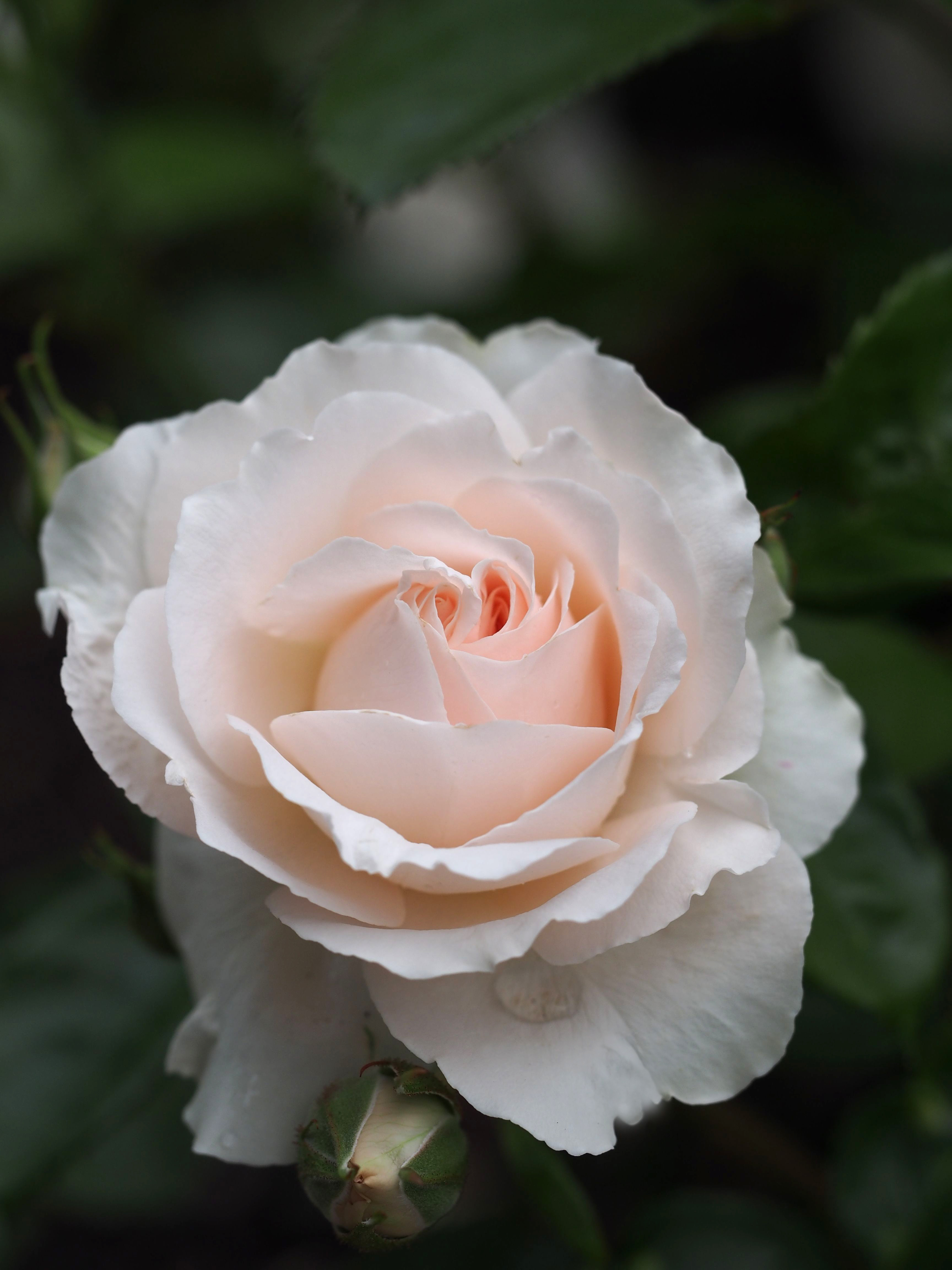
Rose Miss Dior.

Anecdotiquement, c'est également le nom donné à une variété de rose, fleur présente de nos jours dans les jardins du musée Christian-Dior.
La styliste française Elisabeth de Senneville y a commencé sa carrière.
Le nom est également donné à une chaise dessinée par Philippe Starck en 2022.

## Exposition
- Miss Dior, Grand Palais, Paris, 13 au 25 novembre 2013[18]